# Lipcsey Gyula
Lipcsey Gyula (Bánkeszi, 1920. október 27. – Hegyéte, 2005. április 8.) pedagógus.

## Élete
1944-ben a pozsonyi Állami Magyar Gimnáziumban érettségizett. 1948-ban Pozsonyban a Szlovák Egyetemen szerzett történelem–magyar szakon tanári oklevelet. 1945–1948 között tagja volt a Csehszlovákiai Magyar Demokratikus Népi Szövetségnek, részt vett a kitelepítések és deportálások elleni tiltakozásként Memorandum megfogalmazásában. A Gyepű Hangja és az Észak Szava szerkesztője és terjesztője.
1949 februárjában letartóztatták és a Mindszenty Józseffel tartott kapcsolat vádjával bebörtönözték. A jáchymovi uránbányába kényszermunkára ítélték. 1955-ös szabadulása után pedagógusi munkája mellett amatőr néprajzi gyűjtéssel és naiv festéssel foglalkozott.
1990. szeptember 12-én a Kassai Területi Bíróságon több társával együtt rehabilitálták. Megőrizte Arany Adalbert László Zoboralja falvaiban készült több száz fényképét.

## Elismerései
- 1992 Esterházy János emlékplakett
- 1997 A Helytállásért – Pro Probitate Díj

## Művei
- 1946 Észak Szava – Losonctól Ágcsernyőig (szerk., 1946)
- 1946 Gyepű Hangja (szerk., 1946)